# Moravské Budějovice (stacja kolejowa)
Moravské Budějovice – stacja kolejowa w miejscowości Morawskich Budziejowicach, w kraju Wysoczyna, w Czechach Znajduje się na wysokości 455 m n.p.m.
Na stacji istnieje możliwość zakupu biletu i rezerwacji miejsc.

## Linie kolejowe
- 241 Znojmo - Okříšky
- 243 Moravské Budějovice - Jemnice